# Czesław Kurek
Czesław Kurek (zm. 22 czerwca 2018) – polski weterynarz, nauczyciel akademicki, prof. dr hab nauk weterynaryjnych.

## Życiorys
Uzyskał stopień doktora habilitowanego, a 15 czerwca 1990 nadano mu tytuł profesora w zakresie nauk weterynaryjnych. Pracował na Oddziale Higieny Mleka i Chorób Wymienia oraz w Zakładzie Higieny Weterynaryjnej w Gdańsku i w Państwowym Instytucie Weterynaryjnym w Puławach.
Zmarł 22 czerwca 2018.

## Odznaczenia
- Krzyż Kawalerski Orderu Odrodzenia Polski[1]
- Złoty Krzyż Zasługi[1]